# Avanos

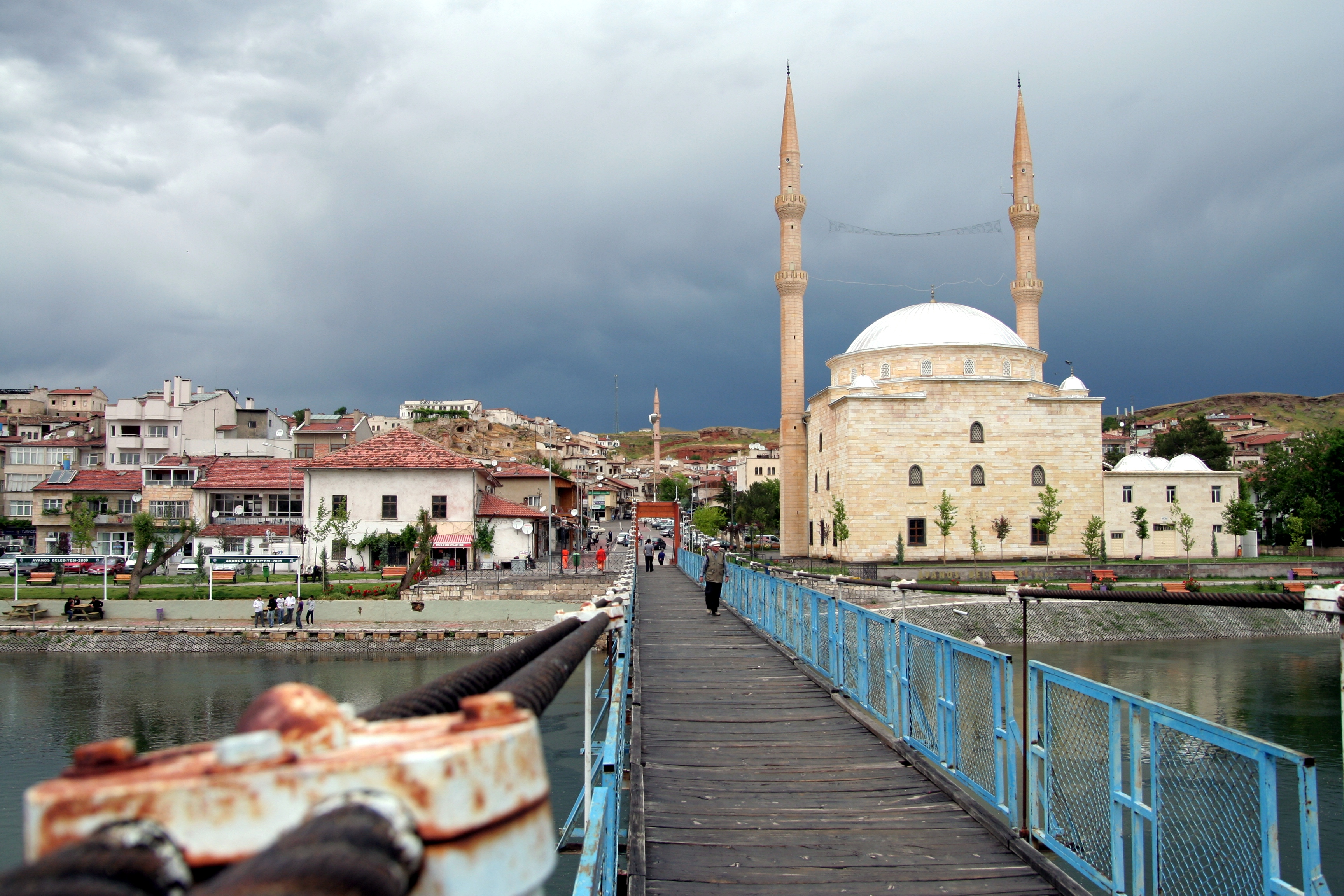
La ciutat d'Avanos vista des d'una passera sobre del riu Kizilirmak

Avanos és una ciutat turca de la província de Nevşehir a 18 km al nord-oest de la capital provincial. Avanos està situada a la vora del riu Kızılırmak, que la parteix en dues. Correspon a la ciutat Venasa (Οὐήνασα), de l'època romana.
El Kizilirmak (riu Vermell), que divideix Avanos en dos, és el riu més llarg d'Anatòlia, i al redós d'aquest han passat fets històrics durant segles. La guerra entre els lidis i els medes començà i acabà en la conca del Kizilirmak i ambdós partits sortiren de la guerra amb moltes pèrdues. En el sisè any de la guerra, hi hagué un eclipsi solar.
Els dos partits deixaren de lluitar pensant que els déus restaven enfadats. Feren un contracte de pau de seguida. Elegiren el synnesis (rei) de Cilícia i en Labinetos (potser Nabònides) de Babilònia com a intermediaris. Els dos reis es reuniren i feren casar la filla del rei lidi Aliates II, Alienis, amb el fill del rei mede Ciaxares, Astíages.
Però Tales de Milet ja havia avisat de l'eclipsi solar amb anterioritat, i aquest tingué lloc el 28 de maig del 585 aC.

## Monuments
Un sarcòfag de marbre trobat en una necròpoli romana en la costa del Kizilirmak, és l'únic de la regió central fins avui dia. El sarcòfag fou trobat per casualitat el 1971, la tapa fou oberta per persones desconegudes i les restes foren robades. Per les investigacions patològiques i paleontològiques sobre el cadàver, fou descobert que el sarcòfag pertanyia a una dona de cabell pintat amb henna. El sarcòfag de 220 cm de longitud, 70 cm d'alçada i 78 d'amplada, és datat entre els segles I i II dC. Hi ha actors en els cantons i 5 lleons en dos costats del sarcòfag, amb la tapa en forma d'albardat-eixat. Els dos costats llargs foren adornats amb una garlanda allargada de flors i fulles nomenades girland (<hi tres gir-landes) a ambdós costats i, dintre d'aquests, hi ha columnes de mig relleu. Hi ha un gorgo dintre de la girland dels costats més estrets.
Gorga (la Medusa), en la mitologia grega és el nom donat a tres germans que tenen el cabell trenat amb serps i rajada de dents de porc en el front. Encara que són tres germans, només el nom de Medusa ha passat a la llegenda. Fou fet per guardar el sarcòfag dels lladres i per resguardar-lo dels mals esperits. El sarcòfag s'exhibeix en l'administració del Museu de Nevşehir.
A Avanos, hi ha la mesquita Yeralti de l'època otomana, la mesquita Alaaddin i Saruhan Kervansarayi ('El palau de caravanes') de l'època seljúcida del segle xiii.
Pensant que l'àrea on s'ha trobat el sarcòfag seria una necròpolis romana, unes excavacions arqueològiques foren fetes en l'àrea on es trobà una gran necròpolis romana d'Orient.

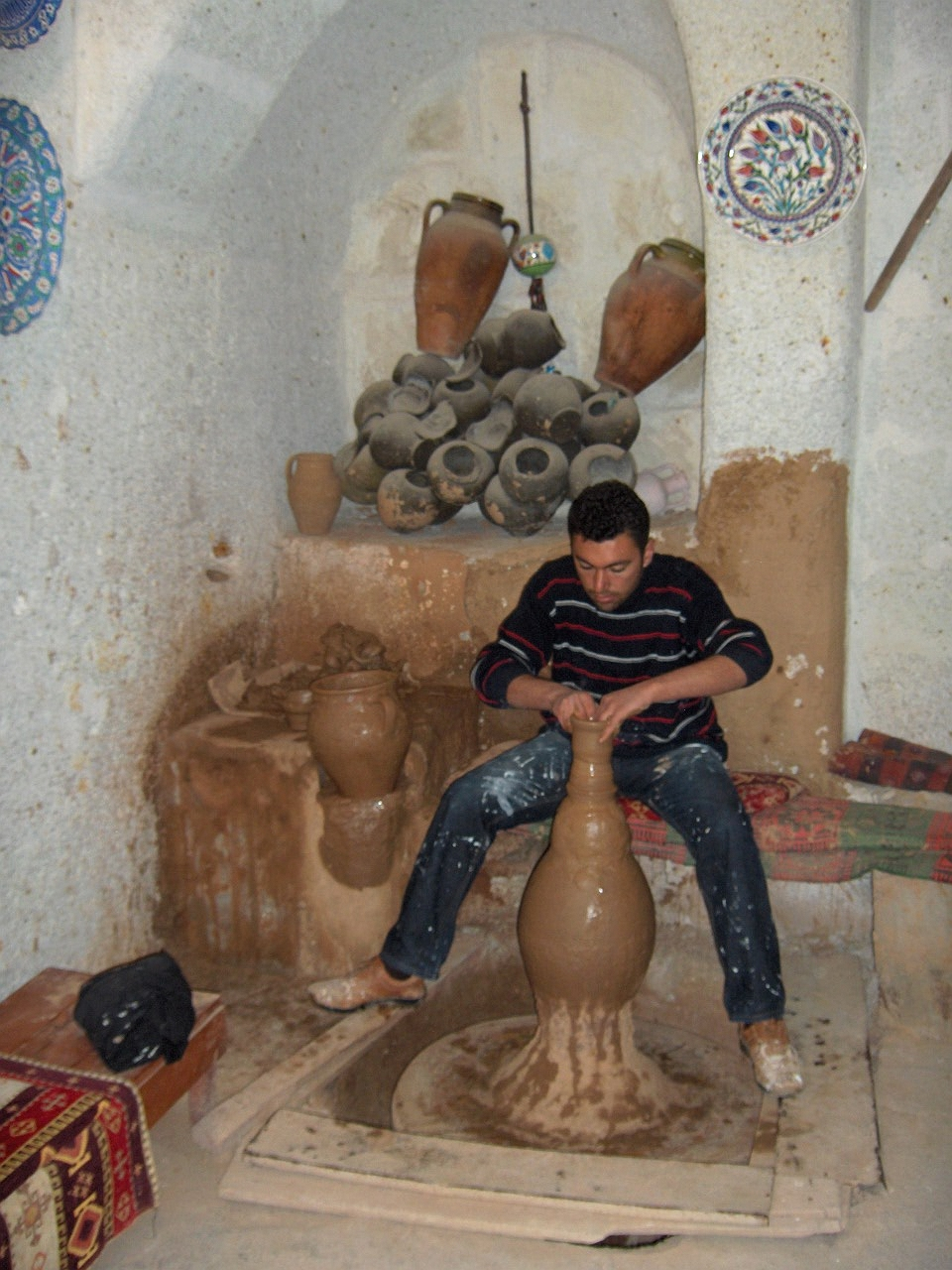
Terrissaire capadoci

Des de l'època de l'Imperi Hitita, la tradició de fer terrissa encara continua al poble d'Avanos, on existeixen molts tallers de terrissa. Al fang de la terra vermella de Kizilirmak, li donen forma les mans dels artistes de ceràmica d'Avanos.